# Куб Неккера

Куб Неккера: каркас куба без намёка на глубину.

Куб Неккера — это оптическая иллюзия, впервые опубликованная в 1832 году швейцарским кристаллографом Луисом Неккером.

## Неоднозначность
Куб Неккера является неоднозначным рисунком.

Куб Неккера слева, невозможный куб справа.

Одна возможная интерпретация куба Неккера, часто считающаяся наиболее общей интерпретацией

Другая возможная интерпретация

Эффект интересен, поскольку каждая часть рисунка неоднозначна сама по себе, однако человеческая система восприятия выбирает интерпретацию каждой части, чтобы сделать весь рисунок целостным. Куб Неккера иногда используется для проверки компьютерной модели человеческой системы восприятия, может ли эта модель достичь целостное представление образа тем же способом, что и у человека.
Люди обычно не видят противоречивое представление куба. Куб, рёбра которого пересекаются противоречивым способом, является примером невозможной фигуры. В частности такой фигурой является невозможный куб (сравните с треугольником Пенроуза).
В кубе слева большинство людей видят левую нижнюю грань как переднюю большую часть времени. Возможно, это потому, что люди много чаще видят объекты сверху, с видимой верхней гранью, чем снизу, когда человек видит нижнюю грань. Таким образом, мозг «предпочитает» интерпретацию, при которой куб видится сверху. Другой причиной может быть предпочтение мозга к просмотру предметов слева направо, поэтому левый квадрат выглядит стоящим впереди.
Существует свидетельство того, что фокусируясь на различные части фигуры, наблюдатель может обеспечить более стабильное восприятие куба. Пересечение двух граней, параллельных наблюдателю, образуют прямоугольник, а отрезки, сходящиеся в двух диагонально противоположных углах этого прямоугольника, образуют «Y-связки». Если наблюдатель фокусирует внимание на верхнюю «Y-связку», вперёд выступает нижняя левая грань. Верхняя правая грань будет казаться впереди, если глаза фокусируются на нижнюю связку. Если наблюдатель видит второй ракурс куба, моргание может переключить к первому ракурсу.

Пример двух одинаковых кубов Неккера.

На левом кубе промежуточный объект (голубая полоска) кажется идущей «сверху» через верхнюю грань, в то время как на правом кубе объект кажется идущим «снизу» через нижнюю грань. Это показывает, как может измениться ракурс просто при изменении грани, которая оказывается сзади исследуемого предмета.
Можно вызвать переключение ракурса путём фокусирования взгляда на части куба. Если кто-то видит перспективу куба справа (вид снизу), он может переключиться на другую перспективу, фокусируя взгляд с голубой полосы на основание куба. Таким же образом можно переключить перспективу обратно, перенеся взгляд на левую грань куба.
Куб Неккера проливает некоторый свет на человеческую систему зрения. Феномен считается свидетельством того, что человеческий мозг работает так же как искусственная нейронная сеть с двумя различными равновероятными взаимозаменяемыми стабильными состояниями. Сидни Брэдфорд, ослепший в возрасте десяти месяцев, но восстановивший зрение после пересадки роговицы в возрасте 52 лет, не воспринимал неоднозначность изображения, которую видели обычные зрячие люди, а видел только плоское изображение.

## Точка наблюдения
Ориентацию куба Неккера можно переключить путём переноса точки наблюдения. Если точка наблюдения находится сверху, одна грань кажется ближе, если же точка наблюдения (субъективно) находится снизу, другая грань становится видимой ближе.

## В популярной культуре
Куб Неккера используется в научно-фантастическом романе Роберта Сойера (1998) «Factoring Humanity», в которой «Неккер» становится глаголом, означающем принуждение мозга человека переключиться с одного восприятия на другое.
Также, Куб Неккера неоднократно упоминается в научно-фантастическом романе Питера Уоттса «Ложная слепота», где говорится о том, что вампиры, эволюционно более развитый вид, могут видеть и воспринимать оба аспекта куба Неккера. Так, вампир Юкка Сарасти говорит главному герою книги: «…Ты не в силах увидеть куб Неккера полностью, оба его аспекта одновременно, поэтому сознание позволяет тебе сфокусироваться на одном и отсечь другой. Дурацкий способ анализировать реальность…»